# Wiederherstellen der Penisvorhaut
Die Wiederherstellung der männlichen Vorhaut, vom altgriechischen Bibeltext ἐπισπάομαι (epispaomai, überziehen) auch Epispasmos/-us genannt, kann entweder chirurgisch erfolgen oder nicht-chirurgisch über das Dehnen der verbliebenen Penishaut. Es gibt viele Gründe, die Vorhaut wiederherzustellen; historisch z. B. zur Zeit der Religionsverfolgungen für Juden, um sein Judentum verleugnen zu können. Für einige beschnittene Männer geht es darum, das sexuelle Empfinden zu verbessern (siehe auch Auswirkungen auf die Sexualität). Die Rückgängigmachung der Beschneidung war bereits im 1. Jahrhundert bekannt (1 Makk 1,15 ).

## Chirurgische Methode
Bei der chirurgischen Methode wird Haut entweder vom Penis selber oder von anderen Stellen des Körpers transplantiert und damit die Vorhaut rekonstruiert. Diese Methode gilt als teurer, schmerzhafter und risikobelasteter als die nicht-chirurgische Methode.

## Nicht-chirurgische Methoden (Dehnen)
Die verbliebene Penishaut wird bei dieser Methode über die Eichel gezogen und mit elastischen Gummis, medizinischem Klebeband oder Gewichten in Position gehalten. Neue Zellen werden beim Dehnverfahren gebildet, wenn die Haut gespannt ist. Die wiederhergestellte Vorhaut hat nicht alle Eigenschaften der ursprünglichen Vorhaut, das Frenulum-Bändchen kann beispielsweise nicht ohne chirurgischen Eingriff wiederhergestellt werden. Für das Dehnen spricht, dass diese Methode narbenfrei und haarfrei ist. Der Vorgang ist sehr zeitaufwändig.